# Râul Valea Rece, Ponor
Râul Valea Rece este un curs de apă, unul din brațele care formează râul Ponor. 